# 厄瓜多爾胖脂鯉
厄瓜多爾胖脂鯉，為輻鰭魚綱脂鯉目脂鯉亞目脂鯉科的其中一個種。分布於南美洲厄瓜多淡水流域，體長可達6.1公分，棲息在底中層水域，生活習性不明。